# Pteromalus coerulescens
Pteromalus coerulescens is een vliesvleugelig insect uit de familie Pteromalidae. De wetenschappelijke naam is voor het eerst geldig gepubliceerd in 1852 door Ratzeburg.